# Sie-A-Nyene Yuoh
Sie-A-Nyene Gyapay Yuoh là một luật sư và chính trị gia người Liberia hiện đang giữ chức vụ liên minh của Tòa án Tối cao Liberia.

## Cuộc sống ban đầu và giáo dục
Yuoh sinh ra ở hạt Montserrado và được giáo dục tại một trường trung học Công giáo ở Monrovia. Cô có bằng Cử nhân Nghệ thuật của Đại học Cuttington (1978) và Cử nhân Luật tại Trường Luật Louis Arthur Grimes, Đại học Liberia.

## Sự nghiệp
Yuoh làm việc trong chính phủ Liberia, với tư cách là Trợ lý Bộ trưởng Các vấn đề pháp lý từ 1983-1985 và là Điều phối viên các vấn đề châu Phi tại Bộ Ngoại giao từ 1988-1990. Từ 2000-2003, cô làm việc cho Ngân hàng Trung ương của Liberia, nơi cô đã bị chỉ trích vì nhận "Hội đồng quản trị quá mức lệ phí giám đốc, trước khi phục vụ như là Giám đốc Điều hành và sau đó Ủy viên Ủy ban Cải cách Luật từ năm 2011 cho đến năm 2013.
Năm 2013, Yuoh được bổ nhiệm làm Phó thẩm phán của Tòa án tối cao Liberia, một trong hai người phụ nữ trong số năm thẩm phán của tòa án.
Vào tháng 4 năm 2016, một văn phòng an ninh sân bay quốc tế Roberts đã bị cầm tù trong một tuần với tội danh khinh miệt sau khi Yuoh phàn nàn rằng anh ta đã thiếu tôn trọng cô.
Vào tháng 10 năm 2016, Yuoh đã bãi bỏ lệnh tạm trú trong việc tổ chức cuộc bầu cử cho Chủ tịch Hạ viện, tuyên bố lời cầu xin của Alex J. Tyler rằng ông đã bị bãi bỏ một cách trái pháp luật dẫn đến cuộc bầu cử của người bạn của chồng là Emmanuel Nuquay.
Vào tháng 3 năm 2017, Yuoh là một trong ba thẩm phán bỏ phiếu ủng hộ Bộ quy tắc ứng xử quốc gia mới gây tranh cãi, cấm các quan chức được Tổng thống chỉ định tham gia vào các hoạt động chính trị.

## Cuộc sống cá nhân
Yuoh kết hôn với chính trị gia Edwin Snowe, người trước đây đã kết hôn với con gái của Charles Taylor. Cô có mười đứa con và hai đứa cháu.